# Ciberem
Ciberem is een bestuurslaag in het regentschap Banyumas van de provincie Midden-Java, Indonesië. Ciberem telt 3867 inwoners (volkstelling 2010).